# الکساندر رومانکف
الکساندر رومانکف (روسی: Александр Анатольевич Романьков؛ زادهٔ ۷ نوامبر ۱۹۵۳) شمشیرباز بازنشستهٔ اهل شوروی سابق در اسلحهٔ فلوره است. او بین سالهای ۱۹۷۶ تا ۱۹۸۸ در سه المپیک موفق به کسب یک مدال طلا، دو نقره و دو برنز شد. او همچنین برندهٔ ۱۰ مدال طلا (شامل ۵ طلای انفرادی) از مسابقات قهرمانی جهان شده‌است.
رومانکف از بزرگ‌ترین شمشیربازان شوروی بود و برخی او را برترین شمشیرباز فلوره قرن بیستم دانسته‌اند.